# Cresta (zoologia)

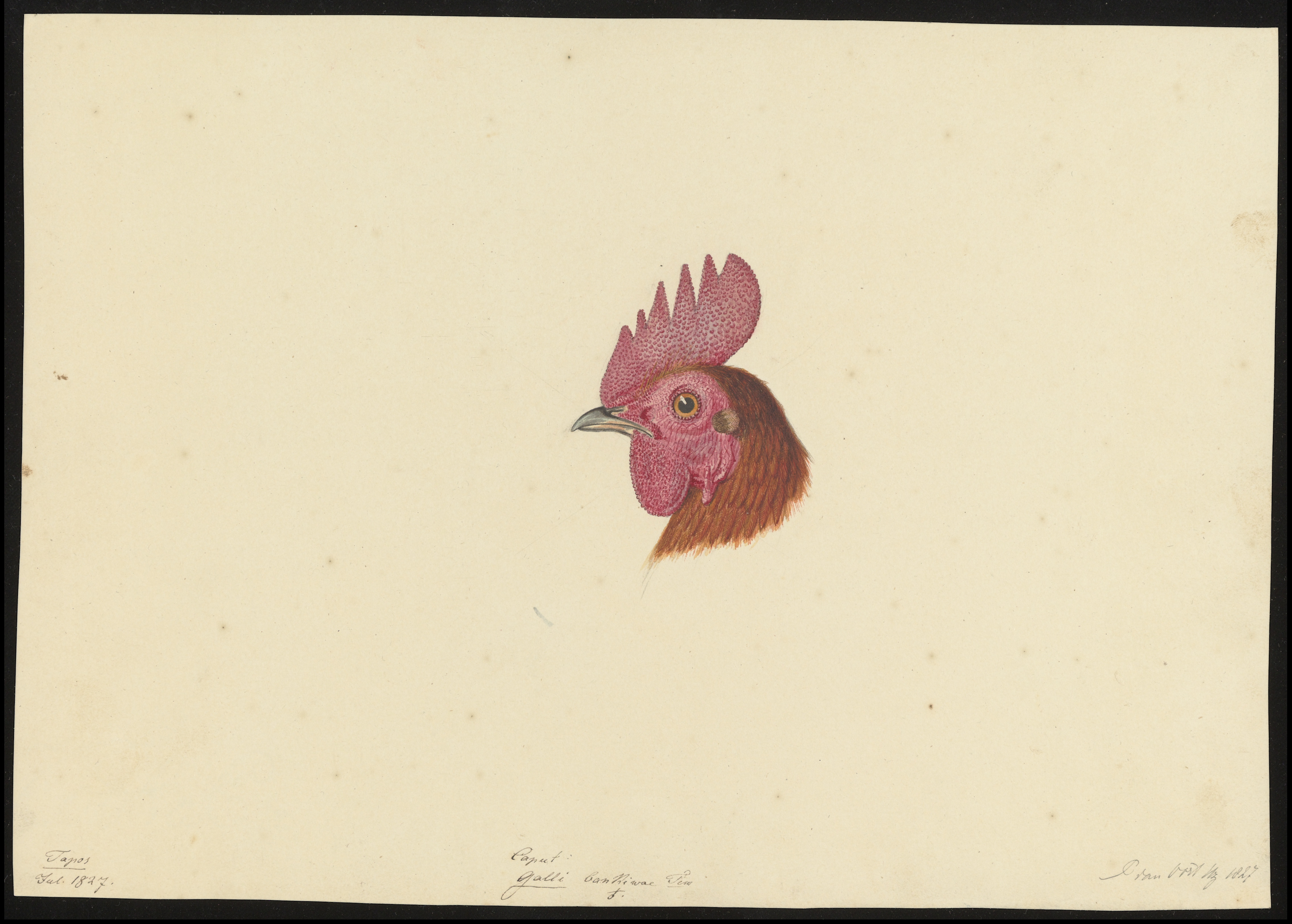

In zoologia, il termine cresta è principalmente utilizzato per indicare l'escrescenza carnosa presente sulla testa degli uccelli galliformi e di altri uccelli; il termine può essere utilizzato estensivamente anche per indicare il ciuffo di piume erettili sulla testa di alcuni uccelli o le protuberanze sul dorso o sulla testa di rettili e di pesci.

Alcuni esempi
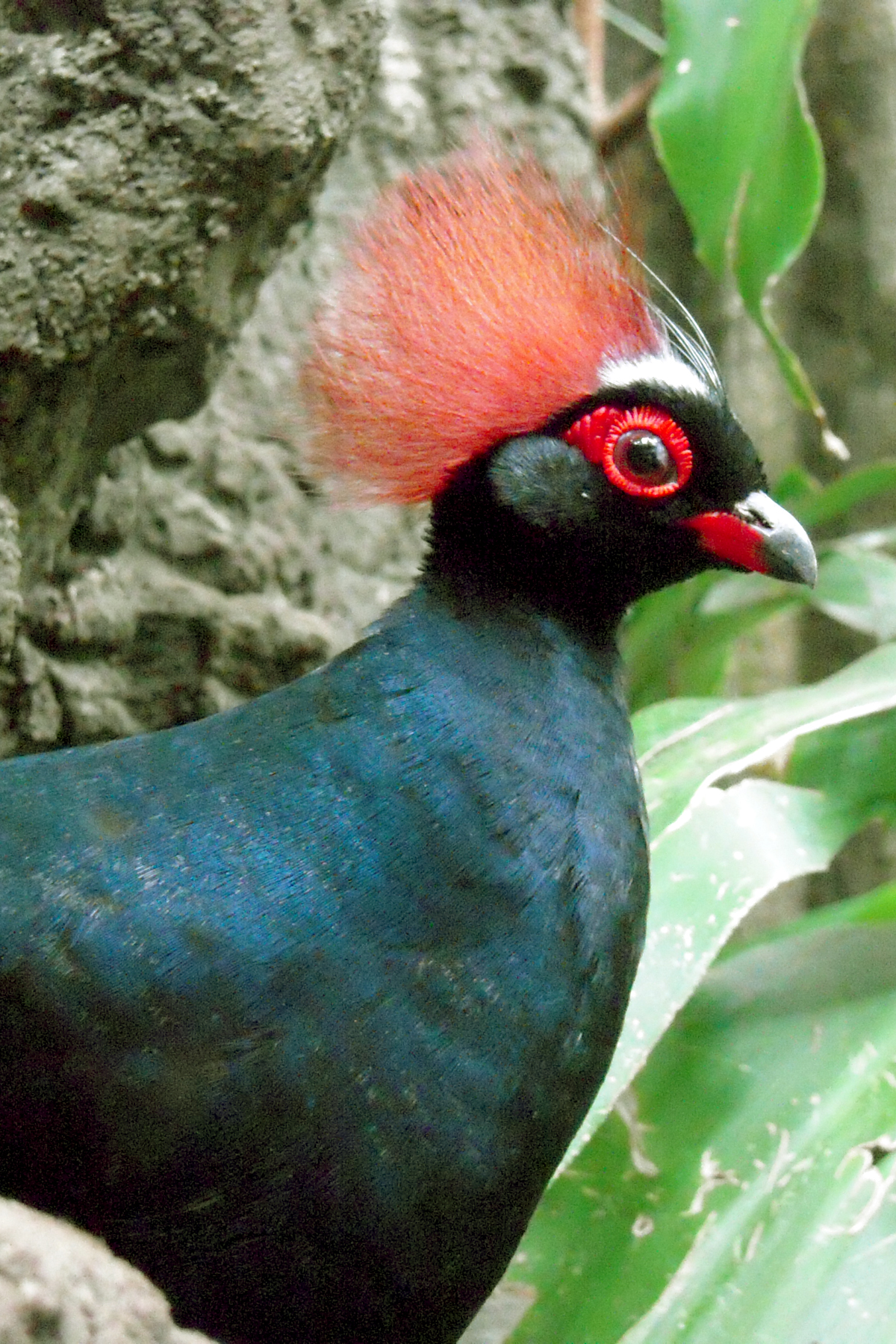
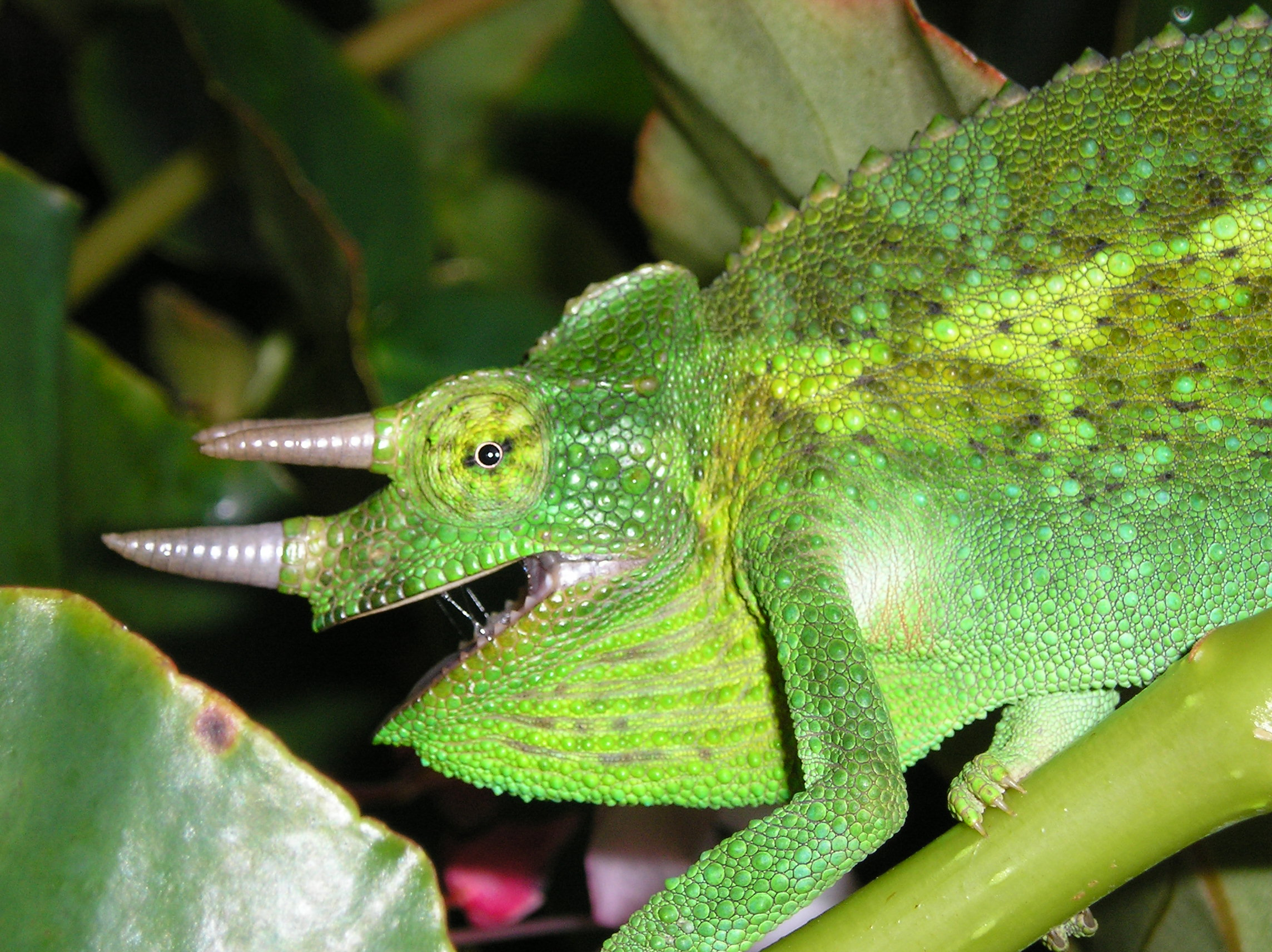
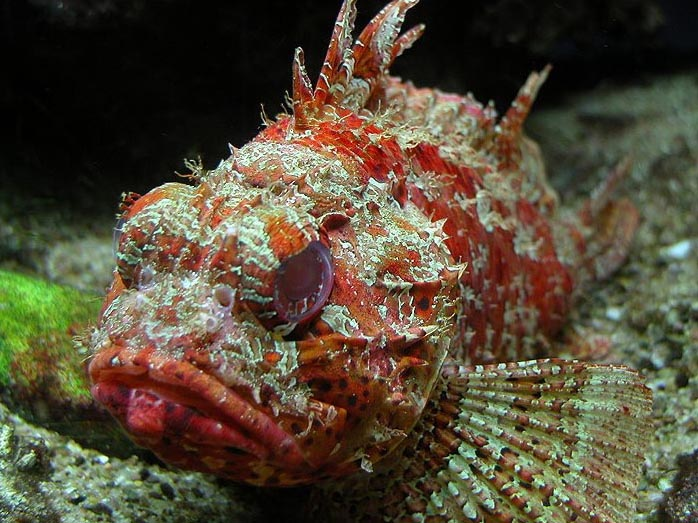
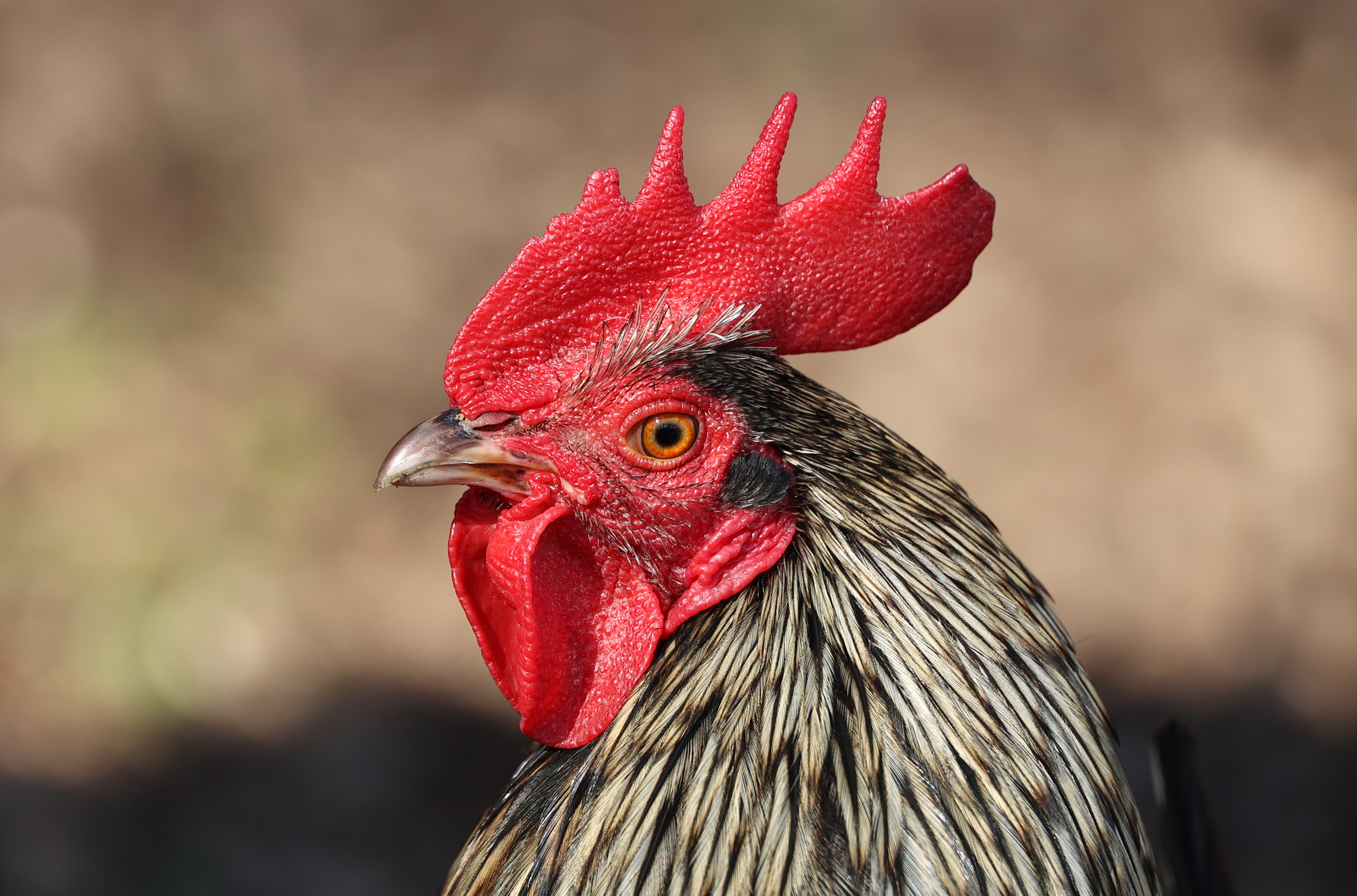